# Dyticomyia oraria
Dyticomyia oraria är en tvåvingeart som beskrevs av Elisabeth K. Stuckenberg 1971. Dyticomyia oraria ingår i släktet Dyticomyia och familjen lövflugor. Inga underarter finns listade i Catalogue of Life.